# Iglesia de San Juan de Dios (Granada)

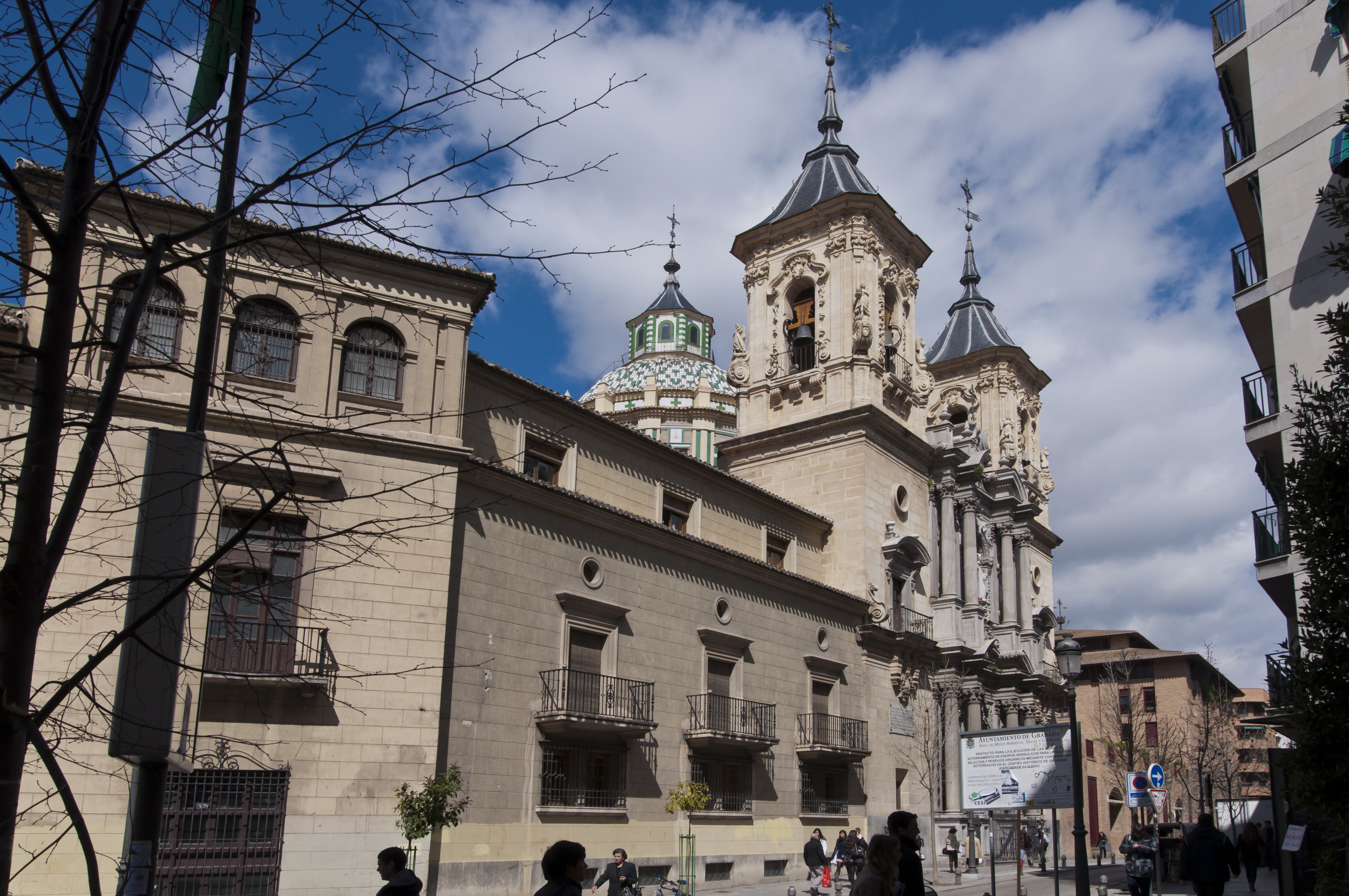
Iglesia de San Juan de Dios

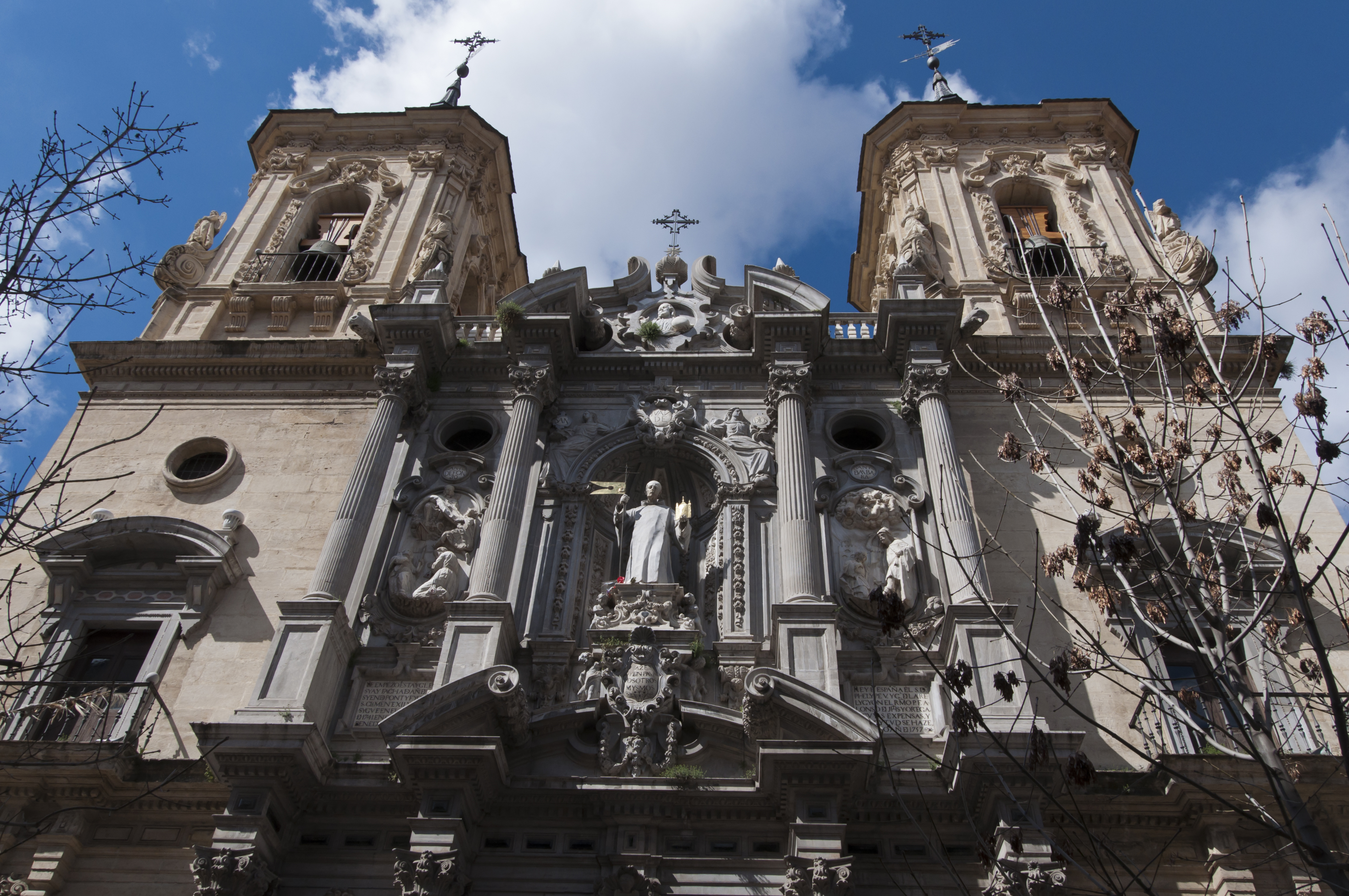
Het bovenste gedeelte van de voorgevel

De Iglesia de San Juan de Dios (Nederlands: kerk van Johannes de Deo) is een kerk in de Spaanse stad Granada. Ze is toegewijd aan een van de patroonheiligen van deze stad, Johannes de Deo.
Deze kerk in barokstijl kwam tot stand tussen 1737 en 1759 onder leiding van architect José de Bada y Navajas. De voorgevel zit gevat tussen twee torens met spitsen en telt drie nissen waarin gebeurtenissen in het leven van Johannes de Deo worden getoond. Johannes hield zich vooral bezig met ziekenverzorging en stichtte ook het vlakbijgelegen hospitaal dat naar hem is genoemd. Zijn stoffelijk overschot wordt in de kerk bewaard.
Opvallend is de koepel, bedekt met witte en groene tegels. In de kerk zijn er schilderijen en beeldhouwwerk uit de 17e eeuw te zien.